# Рыбопромышленное судно
Рыбопромы́шленное су́дно — понятие, объединяющее суда, которые входят в состав флота рыбной промышленности.

## История
Промысловые суда существовали с незапамятных времён, начиная от рыболовецких лодок, шаланд и китобойных судов до современных сейнеров, траулеров и так далее. Выход рыболовного промысла на открытые просторы Мирового океана в начале XX века потребовал бесперебойного регулярного вывоза из районов лова пищевой и технической продукции, которая производилась на обрабатывающих и добывающе-обрабатывающих промысловых рыбопромышленных судах, а также своевременной доставки в район лова топлива, пресной воды, продовольствия и так далее. В этой связи в составе флота появились приёмно-транспортные и вспомогательные рыбопромышленные суда.

## Классификация
В зависимости от назначения выделяют три группы рыбопромышленных судов:
- промысловые,
- приёмно-транспортные и
- вспомогательные.

### Промысловые суда
Промысловые суда представляют собой наиболее значительную группу рыбопромышленных судов как по количеству судов, так и по их водоизмещению и мощности силовых установок.

### Приёмно-транспортные рыбопромышленные суда
К приёмно-транспортным рыбопромышленным судам относятся:
- рефрижераторные,
- наливные,
- сухогрузные.

### Вспомогательные рыбопромышленные суда
В состав вспомогательных рыбопромышленных судов входят корабли, ведущие промысловую разведку, научно-исследовательские суда, буксиры-спасатели и другие.

## Интересный факт
Согласно статистических данных 1975 года, суммарная мощность силовых установок рыбопромышленных судов в странах с развитым рыболовством достигала 40 % и более от мощности установок всего гражданского флота.